# Batracofobia
La batracofobia è la paura degli anfibi, come rane, rospi, tritoni e salamandre.

## Descrizione
È sia una zoofobia specifica, nota semplicemente come fobia della rana o ranidafobia (dai ranidae, la famiglia di rane più diffusa), che una superstizione comune alle tradizioni popolari di molte culture. La letteratura specialistica psichiatrica usa il semplice termine "paura delle rane" piuttosto che qualsiasi termine specializzato. Il termine batracofobia è stato registrato anche in un dizionario psichiatrico del 1953.

## Credenze popolari
Secondo alcuni la vista di una rana può essere di cattivo auspicio. Inoltre, un mito comune dice che toccare rane e rospi può dare le verruche. In molte altre culture, le rane sono considerate di buon auspicio. Un'indagine condotta dai ricercatori dello zoo di Johannesburg ha dimostrato che nei tempi moderni le vecchie superstizioni giocano un ruolo meno significativo e i bambini moderni sono più preoccupati se le rane sono velenose o innocue.

## Insorgenza
La fobia per le rane si verifica spesso dopo aver visto le rane morire violentemente. Un caso di grave batracofobia è stato descritto nel Journal of Behavior Therapy and Experimental Psychiatry nel 1983: una donna ha sviluppato una paura estrema delle rane dopo un incidente traumatico in cui il suo tosaerba ha investito un gruppo di rane e le ha uccise.